# Associazione Calcio Monopoli 1980-1981
Questa pagina raccoglie le informazioni riguardanti l'Associazione Calcio Monopoli nelle competizioni ufficiali della stagione 1980-1981.

## Rosa
| N. |                   | Ruolo | Calciatore         |
| -- | ----------------- | ----- | ------------------ |
|    | Italia (bandiera) | C     | Davide Balestrieri |
|    | Italia (bandiera) | D     | Adamo Bruni        |
|    | Italia (bandiera) | D     | Onofrio Chiricallo |
|    | Italia (bandiera) | C     | Giorgio Di Bari    |
|    | Italia (bandiera) | A     | Salvatore Esposito |
|    | Italia (bandiera) | D     | Vincenzo Esposito  |
|    | Italia (bandiera) | C     | Antonio Greco      |
|    | Italia (bandiera) | D     | Vito Iosche        |
|    | Italia (bandiera) | C     | Leonardo Lenoci    |
|    | Italia (bandiera) | A     | Giorgio Lunerti    |
|    | Italia (bandiera) | P     | Walter Marciello   |

| N. |                   | Ruolo | Calciatore           |
| -- | ----------------- | ----- | -------------------- |
|    | Italia (bandiera) | A     | Michele Marullo      |
|    | Italia (bandiera) | C     | Franco Mascitti      |
|    | Italia (bandiera) | D     | Filomeno Mastronardi |
|    | Italia (bandiera) | C     | Massimo Monopoli     |
|    | Italia (bandiera) | A     | Cosimo Noci          |
|    | Italia (bandiera) | C     | Michele Orsi         |
|    | Italia (bandiera) | D     | Fausto Piccinini     |
|    | Italia (bandiera) | P     | Rossano Pinti        |
|    | Italia (bandiera) | D     | Rosario Scarfone     |
|    | Italia (bandiera) | A     | Vito Totaro          |
|    | Italia (bandiera) | C     | Luciano Volarig      |

## Risultati

### Campionato

#### Girone di andata
| 28 settembre 1980 1ª giornata | Monopoli | 5 – 0 | Ragusa |  |

| 19 ottobre 1980 2ª giornata | Virtus Casarano | 0 – 0 | Monopoli |  |

| 9 novembre 1980 3ª giornata | Nuova Igea | 0 – 0 | Monopoli |  |

| 30 novembre 1980 4ª giornata | Monopoli | 0 – 1 | Campania |  |

| 21 dicembre 1980 5ª giornata | Monopoli | 1 – 1 | Juventus Stabia |  |

| 18 gennaio 1981 6ª giornata | Martina | 2 – 1 | Monopoli |  |

| 5 ottobre 1980 7ª giornata | Frattese | 0 – 0 | Monopoli |  |

| 26 ottobre 1980 8ª giornata | Monopoli | 1 – 2 | Barletta |  |

| 16 novembre 1980 9ª giornata | Monopoli | 1 – 0 | Savoia |  |

| 7 dicembre 1980 10ª giornata | Sorrento | 1 – 1 | Monopoli |  |

| 4 gennaio 1981 11ª giornata | Brindisi | 2 – 1 | Monopoli |  |

| 25 gennaio 1981 12ª giornata | Monopoli | 0 – 0 | Marsala |  |

| 12 ottobre 1980 13ª giornata | Monopoli | 1 – 0 | Alcamo |  |

| 2 novembre 1980 14ª giornata | Monopoli | 1 – 0 | Palmese |  |

| 23 novembre 1980 15ª giornata | Squinzano | 0 – 0 | Monopoli |  |

| 14 dicembre 1980 16ª giornata | Messina | 2 – 2 | Monopoli |  |

| 11 gennaio 1981 17ª giornata | Monopoli | 4 – 0 | Potenza |  |

#### Girone di ritorno
| 1º febbraio 1981 18ª giornata | Ragusa | 0 – 0 | Monopoli |  |

| 22 febbraio 1981 19ª giornata | Monopoli | 1 – 0 | Virtus Casarano |  |

| 15 marzo 1981 20ª giornata | Monopoli | 2 – 0 | Nuova Igea |  |

| 12 aprile 1981 21ª giornata | Campania | 3 – 2 | Monopoli |  |

| 10 maggio 1981 22ª giornata | Juventus Stabia | 0 – 1 | Monopoli |  |

| 31 maggio 1981 23ª giornata | Monopoli | 1 – 0 | Martina |  |

| 8 febbraio 1981 24ª giornata | Monopoli | 3 – 1 | Frattese |  |

| 1º marzo 1981 25ª giornata | Barletta | 1 – 0 | Monopoli |  |

| 29 marzo 1980 26ª giornata | Savoia | 3 – 3 | Monopoli |  |

| 26 aprile 1981 27ª giornata | Monopoli | 1 – 0 | Sorrento |  |

| 17 maggio 1981 28ª giornata | Monopoli | 2 – 0 | Brindisi |  |

| 7 giugno 1981 29ª giornata | Marsala | 4 – 2 | Monopoli |  |

| 15 febbraio 1981 30ª giornata | Alcamo | 0 – 1 | Monopoli |  |

| 7 marzo 1981 31ª giornata | Palmese | 1 – 1 | Monopoli |  |

| 5 aprile 1981 32ª giornata | Monopoli | 2 – 0 | Squinzano |  |

| 3 maggio 1981 33ª giornata | Monopoli | 2 – 0 | Messina |  |

| 24 maggio 1981 34ª giornata | Potenza | 2 – 1 | Monopoli |  |